# Interstate 176
Pour les articles homonymes, voir I176 et Route 176.
L'Interstate 176 (I-176) est une autoroute collectrice de l'I-76 (est) dans le comté de Berks, en Pennsylvanie. L'I-176, connue localement comme la Morgantown Expressway, relie l'I-76 (Pennsylvania Turnpike) à Morgantown et la US 422 à Cumru Township, tout près de Reading. L'autoroute parcourt un peu plus de 11 miles (18 km). L'autoroute a d'abord porté le numéro I-180 alors que le Pennsylvania Turnpike faisait partie de l'I-80S. En 1964, lorsque l'I-80S est devenue l'I-76, l'I-180 a changé de numéro.

## Description du tracé

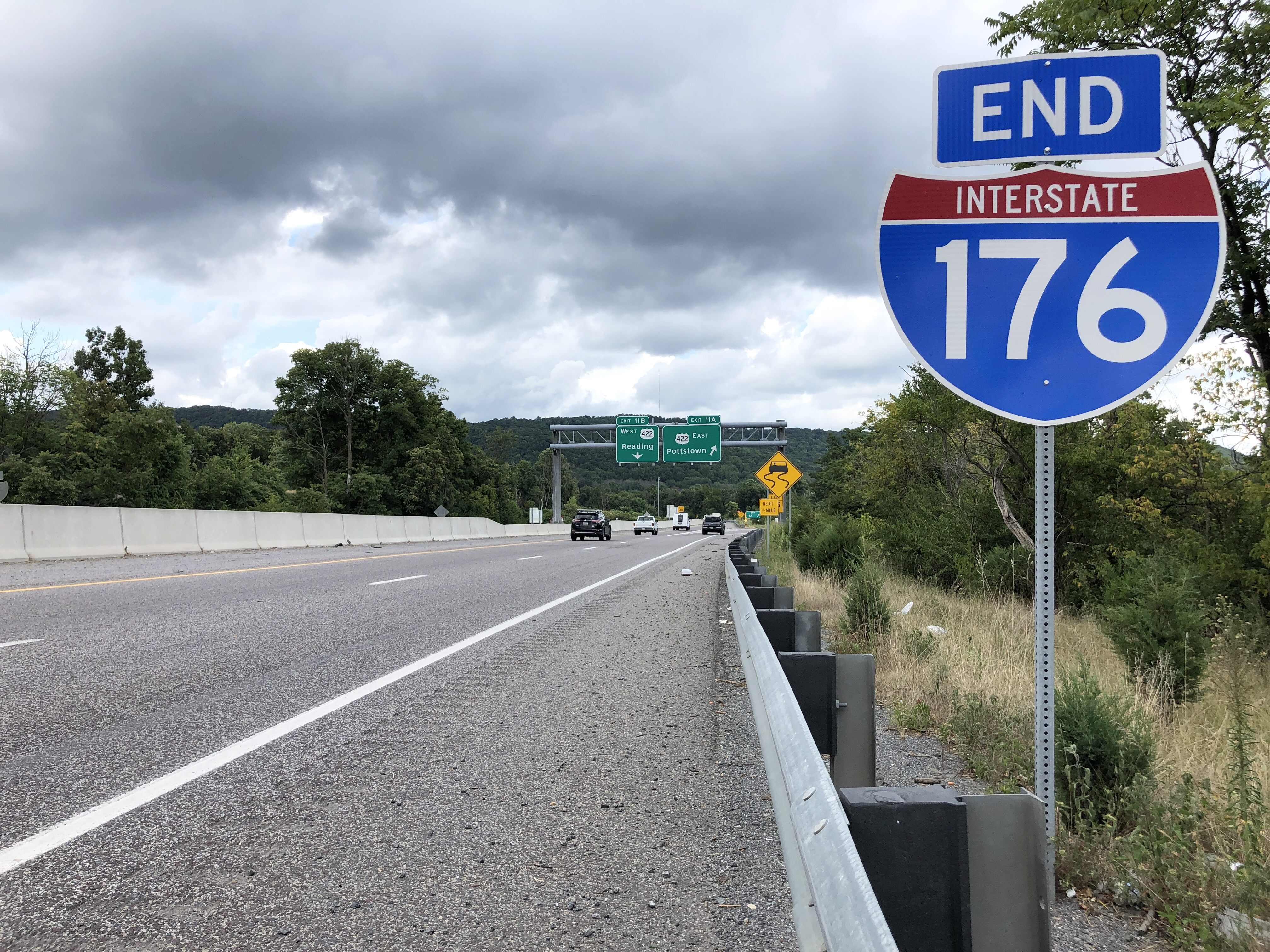
Le terminus nord de l'I-176 à la jonction avec la US 422 dans le township de Cumru

L'I-176 débute à l'échangeur avec l'I-76 (Pennsylvania Turnpike) près de Morgantown. L'autoroute se dirige au nord et passe par un poste de péage. Elle croise la PA 10, qui donne accès à Morgantown, au sud. À cet échangeur, l'autoroute tourne vers l'ouest puis croise la SR 2089, une autoroute à quatre voies qui rejoint la PA 10 / PA 23 à Morgantown. Celle-ci constitue en fait l'ancien alignement de l'I-176 avant qu'elle ne se termine sur l'I-76. L'autoroute continue son tracé vers le nord-ouest et traverse des zones forestières. La route passe à l'ouest de Plowville et rencontre la PA 10 à Green Hills. À partir de là, l'autoroute poursuit son trajet dans une région boisée et entre dans le township de Cumru. La route croise ensuite la PA 724 avant d'atteindre son terminus nord au croisement avec la US 422 au sud-est de Reading.

## Liste des sorties
| Interstate 176            |                               |       |       |        |                                                              |                                                                                        |
| Comté                     | Municipalité                  | mi    | km    | Sortie | Intersections / Destinations                                 | Notes                                                                                  |
| Berks                     | Caernarvon Township           | 0,00  | 0,00  | ―      | I-76 Toll / Pennsylvania Turnpike – Philadelphie, Harrisburg | Sortie 298 de l'I-76; E-ZPass ou péage par plaque                                      |
| Berks                     | Caernarvon Township           | 0,20  | 0,32  | 1      | PA 10 (en) vers PA 23 (en) – Beckersville, Morgantown        | Indiqué sortie 1A (nord) et 1B (sud) en direction nord; dernière sortie avant le péage |
| Berks                     | Caernarvon Township           | 1,28  | 2,05  | 2      | PA 10 (en) sud / PA 23 (en) – Honey Brook                    | Sortie direction sud, entrée direction nord                                            |
| Berks                     | Limite township Robeson–Cumru | 7,88  | 12,69 | 7      | PA 10 (en) vers PA 568 (en) – Green Hills                    |                                                                                        |
| Berks                     | Cumru Township                | 10,75 | 17,30 | 10     | PA 724 (en) – Shillington, Birdsboro                         |                                                                                        |
| Berks                     | Cumru Township                | 11,35 | 18,26 | 11     | US 422 – Pottstown, Reading                                  | Indiqué sortie 11A (est) et 11B (ouest)                                                |
| - Péage - Accès incomplet |                               |       |       |        |                                                              |                                                                                        |